# 重谷ほたる
重谷 ほたる（しげたに ほたる、1995年4月5日 - ）は、日本のお笑いタレント、喜劇女優である。吉本新喜劇の座員。
和歌山県和歌山市出身。吉本興業所属。

## 来歴・人物
- 滋慶学園出身で[1]、その頃はダンスを学んでいた。
- 2016年、吉本新喜劇に入団。
- ジャズダンスや、バレエなどを習っていて、それを生かして舞台にてキレのあるダンスをよく披露している。現在でもバレエは続けている[2]。
- 土偶に似ている体形であり、舞台上でもよくいじられる。
- 2018年8月19日放送分の有吉反省会にて、下半身に重厚感があると紹介された。
- 那賀高校国際科出身。軟式テニス部部長だった。
- 2024年7月30日、和歌山市観光発信人に委嘱された[3]。
- 短パン、赤の靴下を履き、両足を揃えてリフトアップして「業務用のマヨネーズ」のモノマネをする。

## 出演番組
テレビ
- よしもと新喜劇（毎日放送）
- わかラ部（テレビ和歌山、2025年4月4日 - ）[4]